# Jessica Jung
Jessica Soo-yeon Jung (em coreano: hangul: 제시카수연정; romaniz.: Romanização revisada: Jesika Su-yeon Jeong; nascida em 18 de abril de 1989), mais conhecida profissionalmente como Jessica Jung (em coreano: 제시카정; romaniz.: Romanização revisada: Jesika Jeong; McCune-Reischauer: Chesik'a Chŏng) ou ainda creditada apenas como Jessica (em coreano: hangul: 제시카; romaniz.: Romanização revisada: Jesika; McCune-Reischauer: Chesik'a) é uma cantora, compositora, atriz, dançarina, empresária, designer e escritora estadunidense de origem sul-coreana. Em 2007, ela adquiriu notoriedade como integrante do grupo feminino sul-coreano Girls' Generation, onde permaneceu até setembro de 2014. Após sua saída, Jung encerrou seu contrato com a SM Entertainment e lançou em 2016, With Love, J, seu extended play (EP) de estreia solo, através da Coridel Entertainment, que atingiu o topo da parada musical sul-coreana Gaon Album Chart. Este lançamento foi seguido por mais dois EPs: Wonderland (2016) e My Decade (2017), que atingiram as posições de número um e quatro, respectivamente, na Gaon Album Chart. Como atriz, Jung estreou no teatro musical em 2010 e fez parte do elenco do drama televisivo Wild Romance, do canal KBS2, em 2012.  
Outras atividades de Jung incluem sua própria marca de moda, a Blanc & Eclare, estabelecida no início de 2014, e o lançamento de seu primeiro livro como escritora, Shine (2020), que recebeu uma sequência, Bright (2022).   
Em 2017, Jung figurou na lista das 30 pessoas mais influentes da Ásia com menos de 30 anos da Forbes.

## Biografia e carreira

### 1989–2006: Primeiros anos e entrada na carreira artística
Jessica Jung nasceu em São Francisco, Califórnia, Estados Unidos, em 18 de abril de 1989. Aos onze anos de idade, ela e a família, incluindo sua irmã mais nova Krystal Jung, passavam um período de férias na Coreia do Sul, quando foram descobertas em um shopping center por um representante da SM Entertainment. Dessa forma, ela ingressou na companhia em 2000 e passou a treinar na mesma. Em seguida, os pais de Jung mudaram-se dos Estados Unidos para a Coreia do Sul a fim de apoiá-la.
Enquanto recebia treinamento como cantora, Jung continuou seus estudos em uma escola estrangeira, a Korea Kent Foreign School.

### 2007–2014: Estreia com o Girls' Generation e atividades solo
Em 2007, Jung foi escolhida para integrar a formação de um novo grupo feminino de nove membros, nomeado como Girls' Generation. Em julho do mesmo ano, o Girls' Generation realizou sua primeira apresentação televisiva no programa School of Rock da Mnet e em 5 de agosto, estreou oficialmente através do programa Inkigayo da SBS, apresentando seu single de estreia "Into the New World" (em coreano:  hangul: 다시 만난 세계; rr: Dasi Mannan Segye; lit. O mundo que voltamos a conhecer). Posteriormente, em novembro, o grupo lançou seu primeiro álbum de estúdio auto-intitulado, que tornou-se o décimo segundo álbum mais vendido de 2007 na Coreia do Sul.
Além de suas atividades no Girls' Generation, em 2008, Jung lançou dois singles com suas companheiras de grupo, Seohyun e Tiffany: "Love Hate" (em coreano:  hangul: 오빠 나빠; lit. Irmão Mais Velho Ruim) e "Mabinogi (It's Fantastic!)", para o jogo da Nexon, Mabinogi. Ela também colaborou com o trio 8Eight na faixa "I Love You", de seu segundo álbum de estúdio, Infinity, lançado em 3 de março de 2008. Ademais, Jung colaborou em diversos duetos - um com Onew, membro do Shinee, em "One Year Later", e um com Park Myung-soo, em "Naengmyeon", o qual participou do especial de verão do programa Infinite Challenge. Em 14 de novembro do mesmo ano, ela fez sua estreia no teatro musical na produção sul-coreana de Legalmente Loira, ao lado de Lee Ha-nee e Kim ji-woo. Em maio de 2010, Jung se tornou uma convidada regular no programa Happy Birthday, até que ela se retirou em 7 de junho do mesmo ano devido às atividades exteriores do Girls' Generation. Em março de 2010, fez uma participação especial na série Oh! My Lady da SBS. Jung lançou um single digital intitulado "Sweet Delight" em 13 de outubro de 2010.

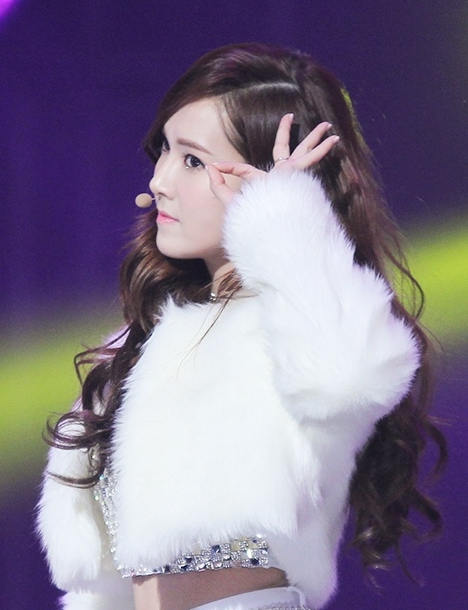
Jung como membro do Girls' Generation durante o MBC Gayo Daejejun de 2013.

Em 18 de maio de 2011, participou da trilha sonora da série da KBS Romance Town, interpretando a canção "Because Tears Are Overflowing". Em janeiro de 2012, Jessica apareceu em Wild Romance, interpretando Kang Jong-hee, o inesquecível primeiro amor de Park Mu-yeol. Ela teve seu screentime em aproximadamente oito episódios. além de cantar a canção "What To Do" com a participação de Kim Jin-pyo para a trilha sonora da série. Em 15 de agosto do mesmo ano, lançou "Butterfly" com Krystal para a série To The Beautiful You. no mês seguinte lançou "Heart Road" para The King's Dream, bem como "My Lifestyle", uma música para o comercial do Hyundai i30 em outubro de 2012. No mesmo ano, Jessica voltou ao teatro musical mais uma vez com Legalmente Loira, ao lado de Jung Eun-ji e Choi Woori, tendo ua primeira apresentação foi em 28 de novembro de 2012. Em julho de 2013, lançou "The One Like You" para Dating Agency: Cyrano.
Em abril de 2014, lançou "Say Yes" para a trilha sonora do filme Make Your Move, com sua irmã Krystal e Kris Wu. Jessica e sua irmã Krystal foram apresentadas em seu próprio reality show, intitulado Jessica & Krystal. O programa levou os espectadores ao backstage de suas vidas cheias de estilo como irmãs e amigas, estreando em 3 de junho de 2014 e consistiu de dez episódios, chegando a seu fim em 5 de agosto do mesmo ano. Ainda em agosto Jessica lançou sua própria linha de moda, Blanc, que mais tarde foi renomeada para Blanc & Eclare. Em 30 de setembro de 2014, Jessica anunciou em sua conta pessoal no Weibo que foi forçada a sair do grupo Girls' Generation. A SM Entertainment mais tarde confirmou, dizendo que Jessica deixaria de ser um membro do Girls' Generation e que o grupo iria continuar a promover como oito membros, enquanto a empresa conseguiria atividades solo para Jessica. Jessica também divulgou um comunicado de seu próprio país, através de sua empresa, Blanc, explicando que estava de fato sendo expulsa do grupo mesmo após a permissão da empresa e das integrantes de lançar sua marca, disse estar profundamente magoada, mas que não deixaria os seus projetos de lado. A última música lançada por Jessica com o grupo foi "Divine", lançada como parte da versão repaginada do álbum The Best.

### 2015–2016: Atuação e estreia solo comWith Love, J
Em 8 de maio de 2015 , foi anunciada a sua participação no programa Chef Nic. Sua participação foi ao ar em outubro do mesmo ano. Em 6 de agosto, a SM Entertainment lançou um comunicado oficial anunciando a saída de Jessica da empresa. Ainda em agosto participou do programa de esportes Yes! Coach, participando de uma competição de natação sendo treinada pelo nadador profissional Sun Yang.

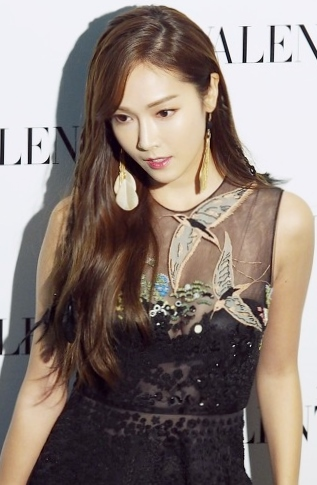
Jung no evento da Valentino no Marina Bay Sands em janeiro de 2016.

Em janeiro de 2016, lançou um cover da canção "Gravity" de Sara Bareilles para a revista de moda Grazia China. A canção fala sobre amar alguém e ser ferido gravemente em troca. Em março de 2016, Jessica foi confirmada como apresentadora do programa Beauty Bible, ao lado de Kim Jae-kyung. Em abril do mesmo ano, Jessica foi confirmada no filme autobiográfico sobre Stephon Marbury intitulado My Other Home. Em 17 de maio de 2016, lançou o mini-álbum "With Love, J" juntamente com a faixa-título "Fly", com a participação de Fabolous. No dia seguinte lançou o segundo single do álbum, "Love Me the Same". O álbum debutou na primeira posição na parada oficial de álbuns da Coreia do Sul, Gaon Music Chart, além de vender mais de 69.000 cópias em menos de um mês de lançamento.
Em junho de 2016, a Coridel Entertainment anunciou que Jessica havia sido convidada pelos Golden State Warriors e Tencent para assistir o 5º jogo das finais da NBA. A Coridel também revelou que "Fly", a faixa-título de seu primeiro mini-álbum, "With Love, J", também seria tocada durante o jogo, que foi realizado em 13 de junho na Oracle Arena, em Oakland, Califórnia. No dia seguinte foi anunciado o nome oficial do seu fã clube, "Golden Stars". Estrelou o filme I Love That Crazy Little Thing, ao lado de William Chan e Nicholas Tse, lançado em agosto de 2016. Em 10 dezembro de 2016, Jessica lançou seu segundo mini-álbum, Wonderland, composto por seis faixas. A versão em inglês do álbum foi lançada dias depois, contendo quatro das seis faixas originais em coreano.

### 2017–presente:My Decadee estreia na literatura
Em 14 de abril de 2017, a Coridel Entertainment lançou uma série de fotos teaser confirmando que Jung lançaria um single digital intitulado "Because It's Spring", em 18 de abril. Em julho de 2017, um representante da Coridel declarou: "Jessica vai lançar seu terceiro mini álbum em agosto. Este será um álbum para comemorar seu 10º ano desde sua estreia como cantora. Ela está atualmente filmando o vídeo musical para sua nova música na Coreia." Em 9 de agosto lançou o mini álbum My Decade, contendo seis faixas, sendo cinco dessas compostas por Jessica, incluindo a faixa-título "Summer Storm".

## Campanhas publicitárias
Em setembro de 2012, Jessica foi escolhida para ser o rosto da Banila Co., uma marca de cosméticos sul-coreana. Em setembro de 2013, Jessica e sua irmã, Krystal, modelaram para Stonehenge. Em outubro de 2014, posou para a marca de moda SOUP. Com o estabelecimento de sua própria marca de moda, Blanc & Eclare, Jessica também se tornou o rosto da marca. No mês seguinte tornou-se modelo para a empresa chinesa de artigos esportivos Li-Ning. Jessica e sua irmã, Krystal, também modelaram para Lapalette's Spring 2015 Ad Campaign, em dezembro do mesmo ano.
Em março de 2015, posou para Yves Saint Laurent's Fusion Ink Foundation. Em outubro do mesmo ano, também foi escolhida para ser o rosto da J.ESTINA RED, uma empresa de cosméticos e acessórios. Em janeiro de 2016, Jessica foi escolhida como modelo para Adidas Originals para a sua campanha de celebração de roupas de esportes, juntamente com Jay Park, Tian Yue, Charlene e Pakho Chau.

## Vida pessoal
Em maio de 2016, Jessica confirmou seu namoro com Tyler Kwon, CEO da Coridel Entertainment, por três anos.

## Filmografia

### Filmes
| Ano  | Título                         | Papel        | Notas                       |
| ---- | ------------------------------ | ------------ | --------------------------- |
| 2012 | I AM.                          | Ela mesma    | Filme biográfico da SM Town |
| 2016 | I Love That Crazy Little Thing | Luo Qianqian | Papel Principal             |
| 2017 | Two Bellmen 3                  | Mi-na Kim    |                             |
| 2017 | My Other Home                  | Yang Chen    |                             |

### Televisão
| Ano  | Título                     | Papel                       | Notas                                                     |
| ---- | -------------------------- | --------------------------- | --------------------------------------------------------- |
| 2007 | Cutie Honey, Mini Musical  | Uma valentona               | Participação                                              |
| 2008 | Unstoppable Marriage       | Uma das sete Princesas Gang | Participação (Ep. 64)                                     |
| 2009 | Tae-hee, Hye-kyo, Ji-hyun! | Professora de Inglês        | Participação                                              |
| 2010 | Oh! My Lady                | Ela mesma                   | Participação (Ep. 7)                                      |
| 2010 | Happy Birthday             | Ela mesma                   | Recorrente                                                |
| 2012 | Wild Romance               | Kang Jong-hee               | Recorrente                                                |
| 2014 | Jessica & Krystal          | Ela mesma                   | com Krystal, mostrando atividades diárias das duas irmãs. |
| 2015 | Yes! Coach                 | Ela mesma                   |                                                           |
| 2015 | Chef Nic                   | Ela mesma                   | Temp. 2 (Ep. 9)                                           |
| 2016 | Beauty Bible               | Ela mesma                   | Apresentadora, com Kim Jae-kyung.                         |

### Aparições em vídeos musicais
| Ano  | Canção                    | Artista        |
| ---- | ------------------------- | -------------- |
| 2007 | "Love Is Late, I'm Sorry" | Kim Jo Han     |
| 2009 | "Super Girl"              | Super Junior-M |
| 2012 | "Sherlock"                | SHINee         |

### Teatro
| Ano     | Título         | Papel      |
| ------- | -------------- | ---------- |
| 2009–10 | Legally Blonde | Elle Woods |
| 2012–13 | Legally Blonde | Elle Woods |

## Discografia
- With Love, J (2016)
- Wonderland (2016)
- My Decade (2017)
- BEEP BEEP (2023)

## Concertos
- Sweet Day First Official Fan Meeting in Thailand (2015)
- Jessica Fan Meeting 2016 Asia Tour (2016)
- On Cloud Nine: 1st Mini Concert (2017–18)

## Prêmios e indicações
| Ano  | Prêmio                                    | Categoria                                       | Trabalho indicado | Resultado | Ref.   |
| ---- | ----------------------------------------- | ----------------------------------------------- | ----------------- | --------- | ------ |
| 2012 | SBS MTV Best of the Best                  | Melhor Participação                             | Sherlock          | Indicado  | [ 69 ] |
| 2013 | The Musical Awards                        | Prêmio de Popularidade                          | Legally Blonde    | Venceu    | [ 70 ] |
| 2013 | Seoul International Drama Awards          | OST de Drama Mais Popular (com Krystal Jung)    | "Butterfly"       | Indicado  | [ 71 ] |
| 2014 | Style Icon Awards                         | Top 10 Ícones de Estilo (com Krystal Jung)      | Jessica & Krystal | Indicado  |        |
| 2014 | Mission Hills World Celebrity Pro-Am 2014 | Prêmio de Popularidade                          | Ela mesma         | Venceu    | [ 72 ] |
| 2014 | Yahoo Asia Buzz Awards                    | Artista Feminina Coreana Mais Pesquisada        | Ela mesma         | Venceu    | [ 73 ] |
| 2014 | Sohu Fashion Awards                       | Ícone Fashion Asiática                          | Ela mesma         | Venceu    | [ 74 ] |
| 2015 | Yahoo Asia Buzz Awards                    | Prêmio de Popularidade Asiática                 | Ela mesma         | Venceu    | [ 75 ] |
| 2016 | YinYueTai 4th V Chart Awards              | Prêmio de Tendência Quente de Artista da Coreia | Ela mesma         | Venceu    | [ 76 ] |
| 2017 | Fashionista Awards                        | Ícone Global                                    | Ela mesma         | Indicado  | [ 77 ] |